# Technische Spezifikationen für die Interoperabilität

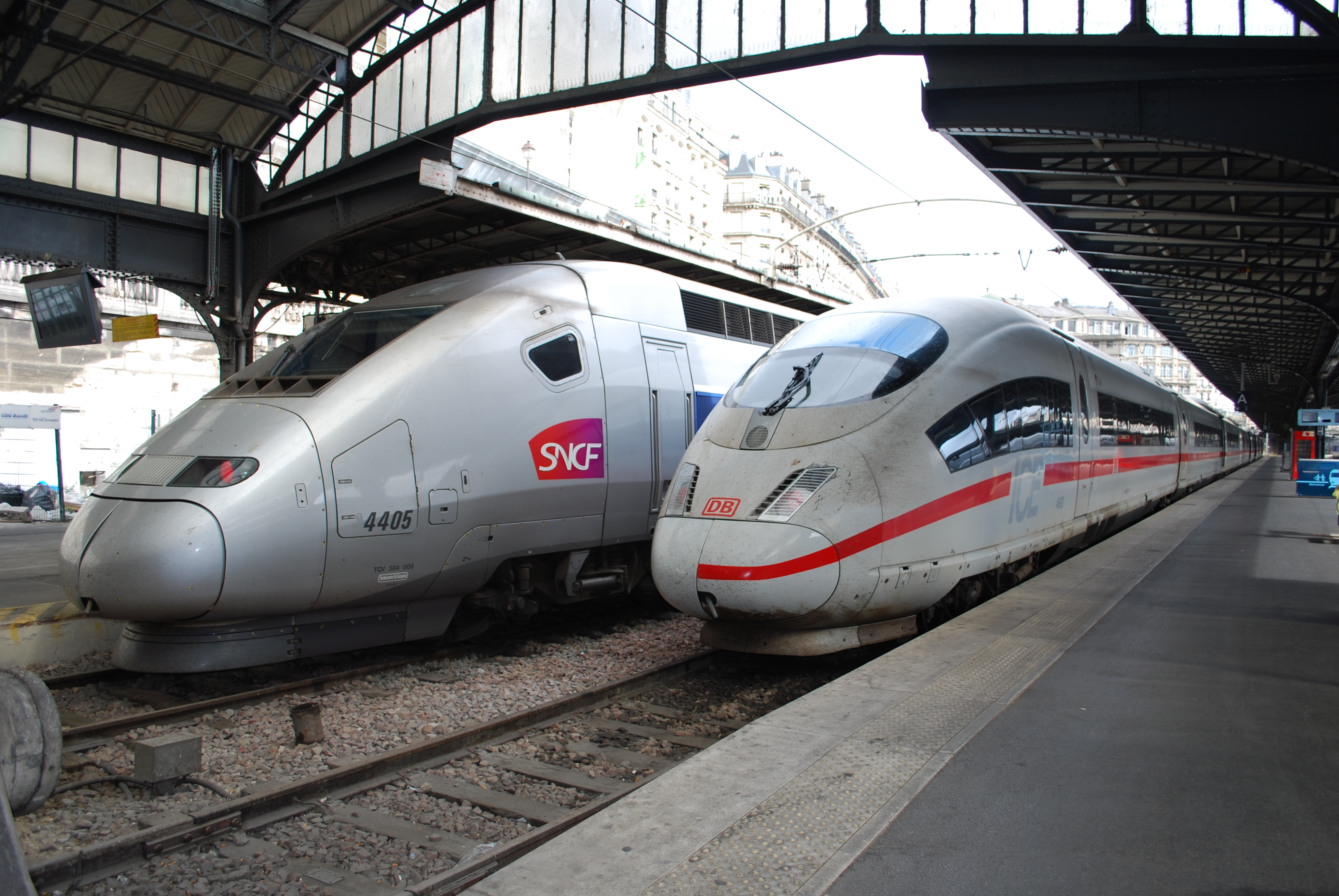
Ein ICE 3 der Deutschen Bahn steht im Bahnhof Paris-Est neben einem TGV der SNCF.

Technische Spezifikationen für die Interoperabilität (TSI) sind vereinbarte Anforderungen, die zur Sicherstellung der Interoperabilität im Schienenverkehr an funktionale und strukturelle Teilsysteme (u. a. Schienenfahrzeuge und Infrastruktur) im Europäischen Wirtschaftsraum in ihrem jeweiligen Anwendungsbereich gestellt werden. Sie richten sich an unterschiedliche Akteure am Eisenbahnmarkt. In der Schweiz sind die TSI ebenfalls verbindlich.

## Geschichte
Die TSI wurden zur Durchsetzung der EG-Richtlinie 96/48/EG erstmals erschaffen und wurden schrittweise ab 1999 herausgegeben. Die Historie wird von der Europäischen Eisenbahnagentur (ERA) veröffentlicht.
Die Europäische Kommission, vertreten durch die ERA ist bestrebt, die TSI zunächst technisch konsistent zu machen und räumt verschiedene Übergangsfristen ein. Darüber hinaus gehende Anpassungen sollen nur für Vereinfachungen erfolgen.
Die derzeit gültigen TSI sind bereits mehrfach überarbeitet worden. So erfolgte lange Zeit eine Unterteilung der Anwendungsbereiche auf das Hochgeschwindigkeitsbahnsystem und das konventionelle Bahnsystem der Europäischen Union, dabei gab es jeweils eine getrennte TSI. In den 2010er-Jahren erließ die EU jeweils einheitliche TSI, sodass die Unterscheidung heute obsolet ist.
Ende 2019 waren im Netz der Deutschen Bahn 614 von 33.291 km Betriebslänge TSI-konform, mit steigender Tendenz.
Anfang 2022 war geplant, eine erste Empfehlung für die TSI 2022 seitens der ERA zum 31. März 2022 vorzulegen. Am 30. Juni 2022 sollte eine finale Empfehlung vorliegen. Anfang 2023 sollte die neue TSI im Amtsblatt der Europäischen Union veröffentlicht und in Kraft treten. Die Veröffentlichung ist im September 2023 erfolgt, die TSI 2023 zum 28. September 2023 in Kraft getreten.

## Allgemeines
Mit den einzelnen TSI werden Eigenschaften festgelegt, die Teilsysteme der Eisenbahnen aufweisen müssen, um ein durchgängig nutzbares Eisenbahnsystem zu erhalten. Diese Teilsysteme umfassen:
- Strukturelle Teilsysteme:[7]
  - Infrastruktur
  - Energie
  - streckenseitige Zugsteuerung/Zugsicherung und Signalgebung
  - fahrzeugseitige Zugsteuerung/Zugsicherung und Signalgebung
  - Fahrzeuge
- Funktionale Teilsysteme:
  - Betriebsführung und Verkehrssteuerung
  - Instandhaltung
  - Telematikanwendungen für den Personen- und Güterverkehr.

Für diese Teilsysteme werden jeweils TSI erlassen, die seit 2015 gleichermaßen für den Hochgeschwindigkeitsverkehr und für den konventionellen Verkehr gelten und auch den erweiterten Bereich der nationalen Schienennetze umfassen. Ergänzend werden Querschnittsthemen (Sicherheit in Eisenbahntunneln und Fahrgäste mit eingeschränkter Mobilität) in übergreifenden TSI behandelt.
Die Spezifikationen beschrieben zunächst technische Anforderungen und ihre Nachweisführung um die Durchführung der allgemeinen EG-Richtlinien 96/48/EG zur Interoperabilität des transeuropäischen Hochgeschwindigkeitsbahnsystems und 2001/16/EG für konventionellen Eisenbahnsysteme zu regeln, welche später durch die Richtlinie 2004/50/EG geändert und inzwischen in der Richtlinie 2008/57/EG über die Interoperabilität des Eisenbahnsystems in der Gemeinschaft zusammengefasst worden waren. TSI gelten seit 2015 aufgrund ihres Status als Verordnung der Europäischen Kommission direkt in den jeweiligen Ländern. Die bisherigen TSI mussten von den einzelnen Mitgliedsstaaten in nationales Recht umgesetzt werden. Dies geschah in Deutschland durch die Verordnung über die Interoperabilität des transeuropäischen Eisenbahnsystems (TEIV), welche mittlerweile durch die Eisenbahn-Inbetriebnahmegenehmigungsverordnung (EIGV) abgelöst wurde. Im Rahmen der Neuregelungen des Vierten Eisenbahnpaketes wurde die Richtlinie (EU) 2016/797 über die Interoperabilität des Eisenbahnsystems in der Europäischen Union erlassen, die als Interoperabilitätsrichtlinie neue Grundlage der TSI-relevanten Verfahren zur Konformitätsfeststellung, für Genehmigungen und zur Vorgehensweise bei Nichtkonformitäten und der Inhalte aller TSI ist.

## Vorgaben zur Interoperabilität des Eisenbahnsystems
Aktuell gilt die Interoperabilitätsrichtlinie (EU) 2016/797 (IOP-RL). Für neue, umgerüstete oder erneuerte Teilsysteme ist gemäß Kapitel IV der IOP-RL nach dem in der jeweiligen TSI geforderten und beschriebenen EU-Konformitätsbewertungsverfahren durch eine Benannte Stelle eine Prüfbescheinigung auszustellen, welche die Grundlage der Prüferklärung und der Inbetriebnahmegenehmigung ist (vgl. Art 20 der IOP-RL).
Für das Inverkehrbringen von Interoperabilitätskomponenten, also „Bauteilen, Bauteilgruppen, Unterbaugruppen oder kompletten Materialbaugruppen, die in ein Teilsystem eingebaut sind oder eingebaut werden“ (Art 2 Ziff. 7 IOP-RL), ist analog ein Verfahren zur Erstellung einer Konformitäts- und Gebrauchstauglichkeitserklärung (Kapitel III, Art 10 ff IOP-RL) vorgeschrieben.
Die in Kapitel V IOP-RL geregelte Prüfbescheinigung berechtigt ihren Inhaber, für jedes einzelne Fahrzeug der betreffenden Fahrzeugserie die Konformität mit den Anforderungen der TSI zu erklären. Ohne diese Erklärung kann ein Fahrzeug nicht in Betrieb genommen werden.
Für Teilsysteme, für die noch keine TSI existiert, sind weiterhin die nationalen Zulassungsverfahren anzuwenden.
In Deutschland gibt es eine Auswahl an Benannten Stellen. In anderen Staaten der EU sind weitere benannte Stellen registriert. Die bei einer benannten Stelle erworbenen Zertifikate sind europaweit gültig.

## Verordnungen
Derzeit sind die folgenden Versionen der verschiedenen TSI in der EU gültig:
| Teilsystem                                                                             | Abkürzung (engl.) | Dokument                                                                                               |
| -------------------------------------------------------------------------------------- | ----------------- | --- |
| Infrastruktur                                                                          | INF               | Verordnung (EU) Nr. 1299/2014 in der konsolidierten Fassung vom 28. September 2023                     |
| Energie                                                                                | ENE               | Verordnung (EU) Nr. 1301/2014 in der konsolidierten Fassung vom 28. September 2023                     |
| Fahrzeuge – Lokomotiven und Personenwagen                                              | LOC&PAS           | Verordnung (EU) Nr. 1302/2014 in der konsolidierten Fassung vom 28. September 2023                     |
| Lärm                                                                                   | NOI               | Verordnung (EU) Nr. 1304/2014 in der konsolidierten Fassung vom 28. September 2023                     |
| Fahrzeuge – Güterwagen                                                                 | WAG               | Verordnung (EU) Nr. 321/2013 in der konsolidierten Fassung vom 28. September 2023                      |
| Sicherheit in Eisenbahntunneln                                                         | SRT               | Verordnung (EU) Nr. 1303/2014 in der konsolidierten Fassung vom 29. Januar 2024                        |
| Zugsteuerung, Zugsicherung und Signalgebung                                            | CCS               | Verordnung (EU) 2023/1695 in der Fassung vom 28. September 2023 hebt Verordnung 2016/919 (TSI ZZS) auf |
| Zugänglichkeit für Menschen mit Behinderung und Menschen mit eingeschränkter Mobilität | PRM               | Verordnung (EU) Nr. 1300/2014 in der konsolidierten Fassung vom 28. September 2023                     |
| Verkehrsbetrieb und Verkehrssteuerung                                                  | OPE               | Verordnung (EU) 2019/773 in der konsolidierten Fassung vom 28. September 2023                          |
| Telematik – Güterverkehr                                                               | TAF               | Verordnung (EU) Nr. 1305/2014 in der konsolidierten Fassung vom 18. April 2021                         |
| Telematik – Personenverkehr                                                            | TAP               | Verordnung (EU) Nr. 454/2011 in der konsolidierten Fassung vom 16. Juni 2019                           |

Zu den einzelnen TSI existiert je ein Leitfaden mit ergänzenden Erläuterungen zu deren Anwendung.

## Hochgeschwindigkeitsklassen für Züge
Züge werden in zwei Hochgeschwindigkeitsklassen eingeteilt:
- Klasse 1: Züge mit einer Höchstgeschwindigkeit von größer oder gleich 250 km/h
- Klasse 2: Züge mit einer Höchstgeschwindigkeit von mindestens 190 km/h, jedoch unter 250 km/h.

Darüber hinaus gibt es auch noch eine Spezifikation der geschwindigkeitsabhängigen dynamischen Radlast, wo die Grenze bei 250 km/h jedoch anderes inkludiert wird:
| V (km/h)      | dynamische Radlast (kN) |
| ------------- | ----------------------- |
| 190 < V ≤ 250 | 180                     |
| 250 < V ≤ 300 | 170                     |
| V > 300       | 160                     |

## Streckenklassen
Mit Herausgabe der neuen TSI zum 1. Januar 2015 wurden die Streckenklassen neu definiert und markt-/produktspezifische Streckenklassen mit den Bezeichnungen P1 – P6 für den Personenverkehr sowie F1 – F4 für den Güterverkehr eingeführt.
Durch die TEN-T-Verordnung (EU) 1315/2013 wurden auch die Bezeichnungen der europäischen Strecken neu geregelt, es gibt nun die Korridore im Kernnetz (core network) sowie das Gesamtnetz (comprehensive network). Hierbei wird unter dem Gesamtnetz aber nur das aus europäischer Sicht notwendige Netz eines Mitgliedsstaates gesehen, nicht das gesamte Eisenbahnnetz eines Mitgliedstaates, der Begriff ist also nicht eindeutig.
In der bisherigen TSI-INF waren folgende Streckenklassen definiert und mittels römischen Ziffern unterschieden:
- Neue TEN des Kernnetzes (IV)
- Ausgebaute TEN-Strecke des Kernnetzes (V)
- Neue weitere TEN-Strecke (VI)
- Ausgebaute weitere TEN-Strecke (VII)

In Illustrationen des europäischen Schienennetzes werden oft nur die Verbindungen bis Kategorie V abgebildet.